# Riedelia areolata
Riedelia areolata är en enhjärtbladig växtart som beskrevs av Theodoric Valeton. Riedelia areolata ingår i släktet Riedelia och familjen Zingiberaceae. Inga underarter finns listade i Catalogue of Life.